# Dysstroma punctumnotata
Dysstroma punctumnotata là một loài bướm đêm trong họ Geometridae.